# Pseudobotrys cauliflora
Pseudobotrys cauliflora är en järneksväxtart som först beskrevs av August Adriaan Pulle, och fick sitt nu gällande namn av Herman Otto Sleumer. Pseudobotrys cauliflora ingår i släktet Pseudobotrys och familjen Cardiopteridaceae. Inga underarter finns listade i Catalogue of Life.